# Tetrisphere
Tetrisphere est un jeu vidéo de puzzle développé par H2O Entertainment et édité par Nintendo. Il est sorti sur Nintendo 64 en 1997 en Amérique du Nord et en 1998 en Europe.

## Système de jeu
Tetrisphere propose une variante du concept de Tetris. Le joueur doit déposer des blocs de différentes formes et couleurs sur la surface d'une sphère sur lequel se trouvent déjà des blocs. L'objectif est de détruire ces derniers afin d'atteindre le centre de la sphère. Pour détruire un bloc, le joueur doit déposer son bloc sur un bloc de même forme et de même couleur. Le joueur obtient parfois un bloc magique qui peut être déposé sur n'importe quel bloc. Le jeu propose également d'autres modes de jeu avec des objectifs différents.

## Développement
Le créateur de Tetris, Alekseï Pajitnov, agit comme consultant pendant le développement de Tetrisphere. Le compositeur américain Neil Voss assure la composition et la production de la musique du jeu. Tetrisphere sort sur Nintendo 64 le 11 août 1997 en Amérique du Nord et en février 1998 en Europe,.